# جون مارشال (قبطان بريطاني)
جون مارشال (بالإنجليزية: John Marshall (British captain))‏
الكابتن جون مارشال (جزر مارشال: جون M̧ajeļ) ولد في رامزجيت، كينت، إنجلترا يوم 15 فبراير 1748. قضى حياته في البحر. في عام 1788 أنه كان قائدا لسكاربورو، وهي سفينة من الأسطول الأول مع المحكومين من إنجلترا إلى خليج بوتاني. ثم أبحر من أستراليا إلى الصين، رسم جزر لم تكن معروفة سابقا (وخاصة بعض من جزر جيلبرت وجزر مارشال)، وكذلك طريقا تجاريا جديدا لكانتون (قوانغتشو الآن). الجزر التي في الأصل اسمها «مجموعة اللورد Mulgrove» ثم في وقت لاحق جزر مارشال. توفي عام 1819 عن عمر يناهز ال 71.
مترجم https://en.wikipedia.org/wiki/John_Marshall_(British_captain)